# Bardou
Bardou – miejscowość i gmina we Francji, w regionie Nowa Akwitania, w departamencie Dordogne.
Według danych na rok 1990 gminę zamieszkiwało 36 osób, a gęstość zaludnienia wynosiła 8 osób/km² (wśród 2290 gmin Akwitanii Bardou plasuje się na 1127. miejscu pod względem liczby ludności, natomiast pod względem powierzchni na miejscu 1454.).